# 太陽のプロミア
『太陽のプロミア』はSEVEN　WONDERが2011年5月27日に発売したアダルトゲーム。2012年にはファンディスク『太陽のプロミア Flowering Days』が発売された。

## ストーリー
太陽の街、ミルサント。
そこに降り立った記憶喪失の青年。彼の腕には一人の幼子がおり、二人は決して切れない紐で繋がれていた。
自分の記憶を探る中で二人はミルサントに起きる異常事態に巻き込まれ始める。
ミルサントを襲う災い黒禍。
それに対抗するミルサントの守護者六花。
そして彼と彼女たちとの出会いが世界に光を取り戻す為の旅の始まりとなる。

## 登場人物
コダマ
声 - 無し
主人公。記憶喪失の青年。なぜかぷぅと紐で繋がれており、この紐は切ることも解くこともできない。なぜぷぅと繋がれているのかも自分が何者なのかも全くの不明なのだが、本人は深刻に考えておらずわりとお気楽。
光の紐を発生させる光炉を持っている。この紐は束ねることで種のような形になり、他の光炉と接続することで爆発的な出力の上昇を可能にする。ただしこの機能の発動には安全装置の解除が必要となる。
その正体はオリジナルのコダマの転生した姿。コダマとは北天姫の弟子であり、千年前からミルサントを見守ってきた存在。コダマは北天姫の死後にミルサントを復興させるため北天姫を分体として復活させ、自身も分体を生み出し長い時を生きてきた。しかし分体を生み出すことは本体は動けなくなるということを意味しており、18年前に最後の分体が失われたことでコダマという存在は失われるはずだったが、現れたぷぅにミルサントの案内役として選ばれ転生を果たし、ぷぅと共にミルサントに降り立った。
太陽神プロミア/ぷぅ
声 - 茶谷やすら
18年の休眠期間を終えて転生した太陽神。プロミアは普通少女の姿で現れるのだが、ぷぅはなぜか幼児の姿で現れた。行動も幼児そのもので言葉もしゃべれない。だが神の杖「ヘリアンサス」を振るい生み出す奇跡は本物であり、光炉を活性化させたり黒禍を払ったりと様々に活躍する。ミルサント名物「おひさま焼き」が大好物。
その正体はミルサントの人々の願いによって生まれた本物の太陽神。
フレアルージュ=リリエンソール
声 - 守田羽糸
武を司る赤の六花。規律を重んじる厳格な性格。他の六花はぷぅに好かれているが、フレアルージュだけはその性格と不器用さからあまり好かれていない。
実は18年前にぷぅが誕生したことによってその役目を終えた北天姫が転生した存在。
ニーナ=オータム
声 - 沢田さつき
イリシア地区警備隊の部隊長。調理師志望だったが神殿で働いている内にいつの間にか警備隊長になっていたらしい。おっちょこちょいで失敗も多いが人懐っこく皆に好かれている。
六大樹の黒禍を払う旅にぷぅの世話係として同行することになり、その途中「白の光炉」への適性が認められ白の六花となる。「白の光炉」の能力は身体能力の強化。光炉を発動させるとニーナは生来の怪力もあいまって比類なき剛力を発揮する。
アマリ=ナ=ベムベ=ベルベル
声 - 水嶋海歩
知識を司る青の六花。普段は自分が管理するランベル地区の水中図書館に籠りきりの変わり者。
所有する「青の光炉」の能力は本に書かれた情報の具現化と幻覚の発生。物体を情報化して本に込めることもできるが、アマリはまだそこまで使いこなせていない。加えて上位の能力として幻覚による空間の構築と、その空間への法則の付与の能力を持つ。
幼い頃に両親を亡くしており、エコーが管理していた養護施設に引き取られ、そこで黒の光炉に対する高い適性を見出された。そして六花の候補生として神官養成所に入り、18年前の憑影を撃退する計画の際に黒の光炉の使い手として参加。この計画は六花の六大光炉とプロミアの起源光炉の力を接続光炉によって接続し、憑影を七つに分割して弱体化させるというものだった。結果、憑影の分割には成功したが、憑影に取りつかれたアマリがほかの六花を攻撃したことで六花は壊滅し撃退には失敗した。
アマリはその時の記憶を失い、黒の光炉と同じく高い適性を持っていた青の光炉を受け継ぎ青の六花となった。そしてアマリは憑影に取りつかれたことで憑影と繋がってしまい、憑影の本体であるカシェットが活動を始めると強制的に眠りにつくようになってしまった。眠りについている間、アマリの意識はカシェットの意識と同調しているため、彼女の行動に多少干渉できる。
エレガノ=フォン=クロイツェル
声 - 白河響
芸術を司る黄の六花。自信家で尊大な物言いをするが、面倒見のいい姐御肌の人物。バイオリンの名手。
所有する「黄の光炉」の能力は音の速さの操作。速度を上げることで音を弾丸に変えたり、速度を極限まで落とすことで音を障壁に変えたりできる。
ジゼル=ジェラルダイン
声 - 青山ゆかり
リノワールの配下。無口かつ無表情だが、興奮すると獣のような行動を見せる。憑影を率いてコダマたちと敵対するが、時折コダマたちに協力するような意図不明の行動をとる。
本来黒の六花が持つ「黒の光炉」を所有している。能力は対象の封印。対象を黒い空間で囲い、それを圧縮することで攻撃も可能なのだが、ジゼルはそこまで使いこなせておらず対象の動きを封じることしかできない。
実は憑影の復活は憑影の撃退のための計画の一端であり、ジゼルはその協力者。18年前に七つに分割された憑影を完全に撃退するため、青の光炉の力で本に封印された憑影の分体を型にはめて復活させることで能力を限定させ、復活したプロミアと六花の力で撃退させている。ジゼル達がコダマたちに敵対するふりをしているのは、魔獣王は実は倒されていなかったという事実で市民に動揺を与えないようにするためであり、魔獣王復活を企んでいるという芝居をしている。
リノワール
声 - 森島多由
謎の侵略者。300年前にミルサントに侵攻してきた魔獣王の名を名乗っている。
300年前のリノワールと同一人物でありレノの正体。元々は黒禍の森の住人で、300年前にミルサントに侵攻したが当時の賢者コダマに敗れ、その能力から六花として勧誘を受けた。
レノ
服飾を司る紫の六花にして六花長。先代の太陽神の頃から六花を務めている（ちなみに彼女以外の先代六花は先代の太陽神が休眠に入ったのを機に全員六花を辞め行方不明になっている）。その慈愛に満ちた性格と優雅さから全身館の憧れの的になっている。
所有する紫の光炉は糸の形状をしており、岩を切断するほどの鋭さを持つ。他にもその糸で織った服に他の光炉の能力を付与する能力も備えている。
リノ=レノ
リノワールとしての正体がばれた後に見せた姿（リノ=レノのルートでは初めからこの姿）。外見はリノワールがレノの服を着たような姿。性格はリノワールに近い。
命名者はエコーで、リノワールとレノは同一人物という言葉遊びでつけられた。
サーサ
声 - 奏雨
レノの補佐官。
ユーユとは双子の姉妹でおっとりした口調と性格をしている。通信光炉の使い手。以外にもエロトーク好き。
ユーユ
声 - 奏雨
レノの補佐官。
サーサとは双子の姉妹で少々勇み足な性格をしている。演算光炉の使い手。トラブルを更に大事へと発展させてしまう事が多々あるらしい。
マルゴー
声 - 祭大!
イリシア地区のおひさま焼き屋の主人。妻子持ち。
元祖おひさま焼き屋を豪語し、その味はミルサント1との評価を得る程。楽天的、細かい事は気にしない、お節介と気の良いおっさんの特徴をフル装備しているが、ミルサントではミルサント気質と呼ばれるほど一般的な性格らしい。
ポッカ
声 - 卯衣
マルゴーの娘。
ぷぅにも匹敵する天真爛漫さと、「出世するわよ～」等と言った耳年増っぷりを併せ持つ少女。
カシェット
声 - 真中海
憑影を呼び出す謎の少女。一日の大半を寝て過ごしており、リノワール達からは「眠り姫」と呼ばれている。容姿が先代のプロミアと酷似している。
その正体は300年前のプロミアの分体。遙か昔、プロミアの「根源の魂」は太陽樹と同化していた。だがその後に起きた戦争によって生み出された憑影が太陽樹に取り憑き、その力を全て吸収して世界を滅ぼした。そして生き残った人々は太陽樹を斬り倒すことで憑影を撃退した。しかしそれによって「根源の魂」も休眠に入ってしまい、世界の復興のために太陽樹の力を必要とした初代コダマは「根源の魂」から一部だけを切り離し、分体と呼ばれる肉体に込め、憑影との分離を図った。だが太陽樹の成長に伴い憑影は力を取り戻し、300年前にカシェットを依り代に復活した。その時は憑影に封印されていた終末光炉と太陽樹に封印されていた起源光炉が接触したことで憑影が打ち消される結果に終わった。だがこの事態を危惧した当時の賢者コダマはカシェットを休眠させ、憑影と完全に同化させることによって憑影の制御装置へと変えた。
「Flowering Days」では肉体が急成長した。
エノセラ=フォン=クロイツェル
声 - さくらはづき
エレガノの姉。実年齢より容姿が幼く、エレガノより年下に見える。魔獣王を撃退したとされる三賢者の一人、エノセラの名を継いでいる。
その正体は300年前の賢者エノセラその人であり、千年前に憑影を生み出す原因となった南天姫。千年前、金の光炉と銀の光炉を巡りルディナスは北と南に別れて戦争状態にあった。南天姫はその戦争に決着をつけるため、ルディナスの属星・ミルサントの光炉を暴走させ膨大なエネルギーを生み出す計画「ミルサント・オーバーブースト」を実行しようとした。しかしそれを防ごうとした北天姫が銀の光炉を暴走させてしまったこと誕生した憑影によってルディナスは死の星と化し、ミルサントも深刻なダメージを負った。生き残った南天姫はルディナスを復活させるため再びミルサント・オーバーブーストを行い、そのエネルギーでルディナスを復活させる計画を立てたが、憑影によって衰退した光炉文明ではそこまでのエネルギーを生み出すことができなかったため、南天姫はエノセラと名を変え賢者コダマに協力してミルサントの復興に尽力した。
そして300年前に憑影が復活した騒動に紛れ自分の死を偽装し、賢者コダマの目から逃れた。その後数少ないルディナス人の血を色濃く残す者を集めクロイツェル家を生み出したのだが、ルディナス人はミルサント人よりも寿命が長く光炉への適性も高いが、黒禍への耐性が極端に低く、ルディナスよりも遙かに黒禍の濃度が高いミルサントでは長く生きることができなかった。次々同胞が命を落とす中で南天姫はルディナス復活を諦めかけていたが、ルディナスの血を色濃く継ぎながらミルサント人よりも遙かに強い黒禍への耐性を持つエレガノの誕生が彼女の望郷の念を呼び覚まし、18年前の事件で致命傷を負ったエコーを操り再び暗躍を始めている。
「Flowering Days」では彼女に瓜二つの『記憶喪失の少女』が登場する。
インフェルトン
声 - さくらはづき
ランベル大図書館に住む聖獣。見た目は角の生えたブタ。欲しい本の条件を伝えると、背中からその本が飛び出してくる。インフェルトンは図書館の警備を担当しており、他にも受付や雑務を担当する者もいる。
タイガージョージ
声 ???
ミルサントの子供たちに大人気な黄色い生き物（コダマ談）。
普段は子供たちに風船を配ったり一緒に遊んだりとほのぼのとした様子だが、戦闘ともなれば憑影さえ翻弄する身体能力を発揮する。性別は♂らしいが、コダマと腕を絡めているところを目撃され男色であるとの噂が立つ。中の人など居ない。
仮面の女
声 - 綿部つかさ
コダマ達の旅を妨害する仮面を被った謎の女性。フレアルージュやジゼルと互角に渡り合えるほどの実力を持つ。
その正体は、18年前に行方不明となったエコーである。
トロンコ
声 - どてら4号
フレアルージュの父親。『無印』では名前だけの登場だったが、「Flowering Days」で立ち絵と声優が付いた。アルクスでは優秀な木こりは『木陰の斧騎士』と呼ばれ、彼はその一人。不器用だが、娘への愛情は本物。

## ミルサント
太陽都市。円形都市であり、太陽樹を中心として六つの区画に分けられている。惑星の名でもある。

### 地名
プロミアの塔
ミルサントの中心。太陽樹を囲うように作られており、復活したプロミアの御座所となる。
イリシア
ミルサント南西エリア。最も人口の多い商業区。
ランベル
ミルサント南エリア。水源地帯。ミルサント一の蔵書を誇るランベル大図書館が存在する。この地区の六大樹である大ランベルは六大樹の中でも特に巨大であり、地下の水源から汲み上げた水によって周囲に湖を形成している。
ローゼリア
ミルサント北エリア。木材加工の一大拠点。
リリ
ミルサント西エリア。地下の温水だまりが原因で非常に地熱が高い地域。温水だまりから噴き出す温泉も多いため、保養地として有名。
ジュエルリップ
ミルサント南東エリア。大ジュエルリップが冷気を発しているため避暑地として有名。東の黒禍の森に元も近いエリアであるため、城壁が高く作られている。
アルクス
ミルサント北東エリア。金属に匹敵する強度を持った樹木が生える。アルクスの樹はその強度から材木としての人気が高く林業が盛ん。同時にその強度が邪魔をし、樹の伐採を行う木こりには鉄を両断する程の技術が要求される。その為かアルクスの木こりは武術の面でも名を馳せる者が多い。

### ルディナス
惑星。1000年前の大戦によって死の星となった。ミルサントとは二重惑星だと思われる。
エガルタ
ランベル大図書館に保存されている公式書類の中でも最も古い物にのみ記述されている都市。現在では所在も規模も不明な失われた都。
ローゼリア地区第1位民団の出身地と記載されていることから惑星ルディナスの都市であった可能性が高い。コダマの話では美しい海上都市だったらしい。
ブリアサント
ミルサントのずっとずっと西にある。ミカクルワエビを用いたスープが名物料理らしいが主人公の口には合わなかったようだ。イリシアの市場にごくまれにミカクルワエビが仕入れられるらしい。

## 用語
光炉
ミルサントの生活を支える道具。瓶の様な形状をしており、太陽光をエネルギーとする。焜炉、車の動力、通信等様々な種類が存在しており、物によっては奇跡すら起こせるといわれる。ルディナスにおいても古代文明の遺産として扱われていたふしが在り、その発祥は謎に包まれている。
秘宝12光炉
光炉の中でも最上級の12個を指す名称。
12大光炉とも呼ばれている。内、6つが六花の光炉。12個全てを使えば世界を創造する事も可能と言われるが、作中に登場するのは赤・青・黄・白・紫・黒・緑・金・銀の9個だけであり、残りの3つは名称すら不明。
赤の光炉
大アルクスとリンクする『武』の光炉。使用者の『武』に関する能力を上昇させる事が出来る光炉。身体能力のみならず技量等も上昇させる事が出来る。
青の光炉
大ランベルとリンクする『知識』の光炉。本に記載された情報を映像化又は実体化したり、物質を情報化して本へと変化させる事が出来る。
黄の光炉
大ローゼリアとリンクする『音』の光炉。音の速度を自由に操作する事が出来る。速度のみならず音量や指向性も操作出来る。
白の光炉
大リリとリンクする『強化』の光炉。身体能力を強化する事が出来る。他の光炉の力を上げる事も可能な為実際には『高出力』の光炉と呼ぶべき代物。
紫の光炉
『被服』の光炉。縫った服に能力を付加する光炉。糸を自在に操り岩石を両断する強度を持たせる事も出来る。
黒の光炉
大ジュエルリップとリンクする『結界』の光炉。光炉エネルギーによるバリアを作りだす光炉。紐状の物体を介在させる事で立体的なバリアを張る事が出来る。
緑の光炉
『接続』の光炉。あらゆる光炉同士を接続させる光炉。実際には光炉のみならず事象や概念でさえ接続させるという最も謎に満ちた光炉であり、作中でも相手の魂へ接続し光炉の適性を解析、開花させたりと魔法の如き性能を見せる。
金の光炉
『起源』の光炉。全ての光炉を強制起動させるのみならず、強制的に出力をUPさせる事が出来るマスターキー。かつて南天姫はこの性質を利用し、星一つ分のエネルギーを吸出して敵にぶつける『ミルサント・オーバーブースト』を引き起こした。
銀の光炉
『終末』の光炉。全ての光炉を強制停止させる光炉。光炉そのものを破壊する機能が存在し、金の光炉も例外ではない。光炉文明を文字どおり『終末』させるアンチ光炉とも言える。また、光炉だけでなく発生したエネルギーすらも消滅させる機能が備わっており、後の憑影の性質にも繋がっている。
太陽樹
ミルサントの中心に存在する巨大な樹木。全ての光炉のエネルギー源であるとされ太陽神とともに信仰の対象となっている。現在の太陽樹は1000年前に切り倒された太陽樹の切り株に生えた２代目であり、ミルサントの土台である円形台地は初代太陽樹の切り株そのもの。ミルサントの太陽はこの樹と連動していると取れる記述もある。
魔獣
主に東の森の住人達を指す。
戦争以前からミルサントに暮らしていた開拓民の末裔。度重なる戦乱によるルディナス人との確執を棄て切れなかったミルサント人が、太陽樹の加護から離れてでも別々に暮らそうとし東の森等に移住したのだが、開拓用に高められていた環境適応能力は彼らの外見を数世代で変化させてしまい、次第に亜人、又は魔獣と呼ばれるようになっていった。現在では純粋な魔獣（ミルサント人）は残っていないとされ、魔獣王を名乗ったリノワールでさえルディナス人の血が混じっている。
三賢者
300年前に魔獣王を撃退した神官長コダマ、賢者エノセラ、勇敢なる市民アルタナの3人を指す。
アルタナの正体はリノワールであり、戦いを目撃した市民に対して伝えられた人数合わせのでっち上げ。魔獣王こと憑影も実際には倒す事は出来ず、偶然封印出来ただけだった。たった3人ではあるが、当時のミルサント最大の戦力だったのは間違いない。
黒禍
ミルサントの東の森に充満する黒い靄の様な物質。主にリノワールが操り人形や憑影の材料として利用している。光炉から排出される廃棄物で人体に有害であるとされていたが、ぷぅにより黒禍を体内に詰められたカシェットが逆に復活した事で再研究の価値ありと見なされる。
憑影
黒禍を構成要素とする怪物。
その正体は千年前に起きたルディナスとミルサントという二つの星の戦争の際に「銀の光炉」の暴走によって生み出された存在。銀の光炉はあらゆる光炉のエネルギーを消滅させる機能を持ち、それを核にして生まれた憑影はあらゆる光炉のエネルギーを喰らいつくす性質を備え、誕生した憑影は二つの星を喰らいつくし古代光炉文明の崩壊を招いた。
エコーの計画によって本体と欠片の合わせて七体に分割する事に成功し、六花に封印することが出来た。
イリシアの憑影
本編で初めて現れた個体。リノワールによって人形の性質を加えられたため、非常に大型のクマの人形の姿をしている。特殊な能力は無いが圧倒的な体格から放たれる攻撃は圧巻。弱点は眼帯部分。
ランベルの憑影
他の個体に比べて比較的早期に覚醒段階に入っていた個体だが、コダマの不注意で出現の際に本を取り込んでしまった為、植物と本の矛盾した性質を備えている。本の部分からあらゆるものを出現させることで攻撃する。弱点は口の中。
ローゼリアの憑影
ランベルと同様に早期に覚醒した個体。偶々近くにあった楽器を取り込んで出現した。外見は様々な楽器を取り込んだ戦車の姿をしている。覚醒する前は周囲の音を吸収し、それらの音で反撃してくる。覚醒後は物理的破壊を伴う音で攻撃してくる。
リリの憑影
カシェットの意識が入ったトカゲの人形を取り込んだ個体。強力な炎のブレスを吐く。弱点は尻尾。
ジュエルリップの憑影
他の個体と違って不純物を内包しない完全覚醒した個体。外見は巨大な眼玉。目からスピードと威力の高いビームを打ち出す事ができる。ただし、チャージに時間が掛かる。当初はあまりの強さに一時的に封印するしかなかった。
アルクスの憑影
ジュエルリップと同時期に完全覚醒した個体。外見は口。上記の個体ほどの攻撃力はないが、強力な息を吹きかける、強力な酸を吐き出す等の多彩な攻撃が可能。
天空花
ミルサント上空に浮かぶとされる太陽神プロミアの聖域。1対の花の姿をした宇宙ステーションであり、人工知能により制御されている。光炉修復設備が備わっているらしく、歴代のコダマやプロミアが分体光炉の修復に使用していた。